# Mekana iglica
Mekana iglica (lat. Geranium molle) je jednogodišnja zeljasta biljka iz porodice Geraniaceae .

## Opis
Geranium molle je mala biljka koja u prosjeku doseže 5–30 cm u visinu. To je vrlo razgranata biljka, prilično dlakava, s nekoliko uzlaznih stabljika. Listovi su dlanasti, prerezani 5 do 9 puta. Bazalni listovi su raspoređeni u rozeti, gornji su sjedeći, okrugli i dlakavi, s dugom peteljkom od oko 5–12 mm. Cvjetovi su ružičasto-ljubičasti, 8–12 mm u promjeru, s vrlo nazubljenim laticama. Cvjeta od travnja do rujna. Cvjetovi su hermafroditi i uglavnom ih oprašuju opnokrilci. Plodovi su goli, obično sa 6-9 poprečnih grebena.
- Ilustracija iz 1796.
- Cvjetovi
- Krupni plan cvijeta
- Nezreli plodovi
- Biljka Geranium molle
- Dlakava stabljika
- Mladi listovi Geranium molle var. Brutium
- Boja lišća od proljeća do jeseni

## Sinonimi
| - Geranium luganense Chenevard - Geranium abortivum De Not. ex Ces. - Geranium brutium [b] micranthum N.Terracc. - Geranium brutium Gasp. - Geranium calabrum Ten. - Geranium leiocaulon Ledeb. - Geranium x luganense Chenevard - Geranium macropetalum (Boiss.) Posp. - Geranium molle [a] triviale (A.Terracc.) Gortani & M.Gortani - Geranium molle [b] caespitosum (N.Terracc.) Graebn. - Geranium molle [b] leiocaulon (Ledeb.) Graebn. - Geranium molle [B] pinguis (K.Malý) Graebn. - Geranium molle [B] stipulare (Kunze) Graebn. - Geranium molle [c] parvulum (Ten.) Graebn. - Geranium molle f. albiflorum R.Uechtr. - Geranium molle f. annuum (Schur) Gams - Geranium molle f. candidum Beck - Geranium molle f. pinguis K.Malý - Geranium molle f. stipulare (Kunze) K.Malý - Geranium molle f. subperenne (Schur) Gams - Geranium molle [frm.] glabrata A.Terracc. - Geranium molle [frm.] pygmaea A.Terracc. - Geranium molle [frm.] sepincola A.Terracc. - Geranium molle [frm.] tenuisecta A.Terracc. - Geranium molle [frm.] trivialis A.Terracc. - Geranium molle [frm.] villosissima A.Terracc. - Geranium molle [I] annuum (Schur) Graebn. - Geranium molle [I] triviale A.Terrac. ex Graebn. - Geranium molle [II] subperenne (Schur) Graebn. - Geranium molle [II] tenuisecta (A.Terracc.) Graebn. - Geranium molle [l] album (Picard) Graebn. - Geranium molle [l] suaveolens (Boenn. ex Rchb.) Graebn. - Geranium molle subf. abortiva (De Not. ex Cesati) A.Terracc. - Geranium molle subsp. brutium (Gasp.) Graebn. - Geranium molle subsp. brutium (Gasp.) P.H.Davis - Geranium molle subsp. normale A.Terracc. - Geranium molle subsp. pollinense A.Terracc. - Geranium molle subsp. sinjaricum Al-Shehbaz & Al-Khakani - Geranium molle subsp. stipulare (Kunze) Dostál - Geranium molle subsp. stipulare (Kunze) Holmboe - Geranium molle subsp. stipulare (Kunze) Soó - Geranium molle subsp. villosum (Ten.) A.Terracc. | - Geranium molle subvar. macropetalum (Boiss.) Gams - Geranium molle var. abortivum (De Not. ex Ces.) Ces., Pass. & Gibelli - Geranium molle var. abortivum (De Not. ex Ces.) Nyman - Geranium molle var. album Picard - Geranium molle var. annuum Schur - Geranium molle var. arenarium A.Terracc. - Geranium molle var. brutium (Gasp.) K.Malý - Geranium molle var. caespitosum N.Terracc. - Geranium molle var. caucasicum Regel ex Woronow - Geranium molle var. corymbiferum Just. - Geranium molle var. diffusum Ten. ex A.Terracc. - Geranium molle var. elatum Ten. ex A.Terracc. - Geranium molle var. graecum A.Terracc. - Geranium molle var. grandiflorum Lange - Geranium molle var. grandiflorum Lojac. - Geranium molle var. grandiflorum Vis. - Geranium molle var. grandiflorum Viv. - Geranium molle var. lucanum Gasp. ex Nyman - Geranium molle var. macropetalum Boiss. - Geranium molle var. maioriflorum Borbás - Geranium molle var. maritimum Lojac. - Geranium molle var. minus Chevall. - Geranium molle var. montanum A.Terracc. - Geranium molle var. montanum A.Terracc. ex N.Terracc. - Geranium molle var. parvulum Ten. - Geranium molle var. stipulare (Kunze) Nyman - Geranium molle var. suaveolens Boenn. ex Rchb. - Geranium molle var. suaveolens (Boenn. ex Rchb.) Gams - Geranium molle var. subperenne Schur - Geranium molle var. supinum Fouc. & Jouss. - Geranium molle var. typicum Posp. - Geranium molle var. villosum (Ten.) Cout. - Geranium molle var. vulcanicum A.Terracc. - Geranium x oenense Borbás ex Hallier - Geranium pollinense N.Terracc. ex A.Terracc. - Geranium pseudovillosum Schur - Geranium punctatum Kanitz - Geranium pyrenaicum subsp. villosum (Ten.) Nyman - Geranium stipulare Kunze - Geranium villosum var. gracile Sennen - Geranium villosum var. villosissimum Ten. - Geranium villosum Ten. |

## Rasprostranjenost i stanište
Porijeklom je iz mediteranskih i submediteranskih područja, ali se naturalizirala i u drugim dijelovima Europe, u jugozapadnoj i središnjoj Aziji te u sjevernoj Africi, iako je možda već bila u tim dijelovima i područjima, samo nije pravilno identificirana. Smatra se unesenom vrstom u Sjevernoj Americi. Iako nije autohtona u dijelovima svog područja rasprostranjenosti, ova vrsta predstavlja malu prijetnju autohtonim ekosustavima.
Nalazi se na suhim livadama, živicama, obalama i rubovima šuma. Preferira sunčana mjesta na pjeskovitom i relativno suhom tlu, na nadmorskoj visini od 0–1,000 metara.

## Biljni lijek
Nicholas Culpeper u svom herbalnom bilju iz 1652. predložio je razne načine upotrebe G. molle, uključujući liječenje unutarnjih i vanjskih ozljeda. Zabilježeno je da nagnječeni list brže liječi vanjske ozljede. Kaže se da uvarak u vinu ublažava giht i druge bolove u zglobovima.

## Vanjske poveznice
- Universiteit Leuven Photo gallery  Arhivirana inačica izvorne stranice od 3. listopada 2011. (Wayback Machine)
- Jepson Manual Treatment
- U.C. Photo gallery
- Geranium molle Cvijeće u Izraelu